# Partido Quebequés
El Partido Quebequés o Partido Quebequense —Parti québécois en francés, término usado frecuentemente en castellano— (PQ) es un partido político que aboga por la soberanía nacional de Quebec respecto de Canadá, así como por políticas de corte socialdemócrata, obteniendo tradicionalmente el respaldo del movimiento obrero, aunque a diferencia de otros partidos socialdemócratas no tiene vínculos formales con el mundo laboral. A los miembros y simpatizantes del PQ se les suele llamar "pequistas" (péquistes, pronunciado [peˈkis] o [peˈkist]), una palabra que proviene de la pronunciación francesa de las iniciales del partido.

## Historia
El PQ nace como resultado de la fusión en 1968 entre el Mouvement souveraineté-association (Movimiento Soberanía-Asociación) de René Lévesque (que posteriormente sería primer ministro de Quebec) y el Ralliement national. Tras la creación del PQ, el Rassemblement pour l'indépendance nationale votó su disolución. Sus miembros fueron invitados a adherirse al recién nacido PQ. 
El objetivo primario del PQ es el mismo desde su fundación: La independencia absoluta de Quebec sobre Canadá para conformar una nación soberana. 
El PQ impulsó el referéndum de 1980 en busca de un estatus para iniciar la negociación de la independencia, siendo rechazado por el 60% de los votantes. En 1995 se celebró otro referéndum de independencia, en la que la propuesta independentista fue derrotada de nuevo aunque obtuvo el 49,6% de los votantes. El Primer ministro de Quebec y jefe del partido, Jacques Parizeau, culpó al dinero y al "voto étnico" por la derrota y dimitió al día siguiente.
La pérdida del poder (el PQ nunca había quedado en tercer lugar desde 1973) y de la hegemonía del nacionalismo en manos de Québec Solidaire (QS) llevan a una crisis del partido que se resuelve con la elección como líder de Pauline Marois y un viraje hacia postulados de centro-derecha para reconquistar el espacio político que Dumont había ganado.
Desde la década de 2010 el PQ ha venido perdiendo influencia en Quebec, pese a haber tenido entre 2012 y 2014 como primera ministra a la jefa del partido Pauline Marois (primera mujer en la historia que ejerce este cargo), el cual obtuvo mayoría en la Asamblea Nacional de Quebec. Fiel al ideal del partido, Marois convocó por adelantado elecciones legislativas en 2014, con el fin de obtener las mayorías necesarias en el parlamento para aprobar la convocatoria de un nuevo referéndum independentista; sin embargo, el PQ perdió de manera escandalosa las mayorías que había obtenido en las elecciones anteriores, pasando de 56 diputados a sólo 30, lo que obligó a Pauline Marois a presentar su renuncia como primera ministra de Quebec y a retirarse de manera permanente de la política canadiense. En 2018 el PQ siguió perdiendo escaños en el parlamento de la provincia, reduciendo su participación a 10 diputados de 125 que tiene la Asamblea Nacional de Quebec.

## Relaciones con el Bloc québécois
El Bloc québécois es un partido político de ámbito federal canadiense que fue fundado en 1990 por el que más tarde se convertiría en líder del PQ, Lucien Bouchard. Mantiene vínculos con el PQ y comparte sus dos principales objetivos: soberanía nacional y socialdemocracia. Ambos partidos comparten candidatos y cada uno apoya al otro durante las campañas electorales.
Ambos partidos tienen una base electoral y de afiliación similar. 

## Eslóganes
- 1970: OUI - SÍ
- 1973: J'ai le goût du Québec - Tengo el gusto de Quebec
- 1976: On a besoin d'un vrai gouvernement - Necesitamos un verdadero gobierno [ganó el poder]
- 1981: Faut rester forts au Québec - Hay que seguir fuertes en Quebec [permaneció en el poder]
- 1985: Le Québec avec Johnson - Quebec con Johnson
- 1989: Je prends le parti du Québec - Escojo el partido de Quebec
- 1994: L'autre façon de gouverner - El otro modo de gobernar [obtuvo el poder]
- 1998: J'ai confiance - Tengo confianza [permaneció en el poder]
- 2003: Restons forts - Sigamos fuertes
- 2007: Reconstruisons notre Québec - Reconstruyamos nuestro Quebec
- 2008:  Québec gagnant avec Pauline - Quebec ganador con Pauline
- 2012: "À nous de choisir!" - ¡Nuestro turno de elegir! [obtuvo el poder]
- 2014: Déterminée - Determinada
- 2018: Sérieusement - Seriamente

## Líderes del partido
- René Lévesque (1968-1985) (Primer ministro 1976-1985)
- Guy Chevrette (1987-1988) (interino)
- Pierre-Marc Johnson (1985-1987) (Primer ministro 1985)
- Jacques Parizeau (1987-1996) (Primer ministro 1994-1996)
- Lucien Bouchard (1996-2001) (Primer ministro 1996-2001)
- Bernard Landry (2001-2005) (Primer ministro 2001-2003)
- Louise Harel (2005) (interino)
- André Boisclair (2005 - 2007)
- François Gendron (2007) (interino)
- Pauline Marois (2007 - 2014) (Primera ministra 2012-2014)
- Stéphane Bédard (2014-2015) (interino)
- Pierre Karl Péladeau (2015-2016) (interino)
- Jean-François Lisée (2016-2018)
- Pascal Bérubé (2018-2020) (interino)
- Paul St-Pierre Plamondon (2020-)

## Resultados electorales
| Asamblea Nacional de Quebec |         |    |          |           |        |           |                          |
| Elecciones                  | Escaños | ±  | Posición | Votos     | %      | Gobierno  | Líder                    |
| 1970                        | 7/108   |    | 4.º      | 662.404   | 23,06% | Oposición | René Lévesque            |
| 1973                        | 6/110   | 1  | 2.º      | 897.809   | 30,22% | Oposición | René Lévesque            |
| 1976                        | 71/110  | 65 | 1.º      | 1.390.351 | 41,37% | Mayoría   | René Lévesque            |
| 1981                        | 80/122  | 9  | 1.º      | 1.773.237 | 49,26% | Mayoría   | René Lévesque            |
| 1985                        | 23/122  | 57 | 2.º      | 1.320.008 | 38,69% | Oposición | Pierre-Marc Johnson      |
| 1989                        | 29/125  | 6  | 2.º      | 1.369.067 | 40,16% | Oposición | Jacques Parizeau         |
| 1994                        | 77/125  | 48 | 1.º      | 1.751.442 | 44,75% | Mayoría   | Jacques Parizeau         |
| 1998                        | 76/125  | 1  | 1.º      | 1.744.240 | 42,87% | Mayoría   | Lucien Bouchard          |
| 2003                        | 45/125  | 31 | 2.º      | 1.269.183 | 33,24% | Oposición | Bernard Landry           |
| 2007                        | 36/125  | 9  | 3.º      | 1.125.546 | 28,33% | Oposición | André Boisclair          |
| 2008                        | 51/125  | 15 | 2.º      | 1.141.751 | 35,17% | Oposición | Pauline Marois           |
| 2012                        | 54/125  | 3  | 1.º      | 1.393.703 | 31,95% | Minoría   | Pauline Marois           |
| 2014                        | 30/125  | 24 | 2.º      | 1.074.120 | 25,38% | Oposición | Pauline Marois           |
| 2018                        | 10/125  | 20 | 3.º      | 687.995   | 17,06% | Oposición | Jean-François Lisée      |
| 2022                        | 3/125   | 7  | 4.º      | 600.708   | 14,61% | Oposición | Paul St-Pierre Plamondon |